# Элдораду-дус-Каражас

Элдораду-дус-Каражас на карте штата.

Элдораду-дус-Каражас (порт. Eldorado do Carajás) — муниципалитет в Бразилии, входит в штат Пара. Составная часть мезорегиона Юго-восток штата Пара. Входит в экономико-статистический микрорегион Парауапебас. Население составляет 31 786 человек на 2010 год. Занимает площадь 2956,688 км². Плотность населения — 10,75 чел./км².
Здесь произошла Резня в Эльдорадо-ду-Карахас.

## История
Город основан 13 декабря 1991 года.
17 апреля 1997 года в окрестностях города произошло событие, позже названное бразильскими СМИ «Резнёй в Элдораду-дус-Каражас» (порт. Massacre de Eldorado dos Carajás). За месяц до этого дня у города встали лагерем и перегородили шоссе PA-150 1500 членов Движения безземельных фермеров (порт. Movimento dos Trabalhadores Rurais Sem Terra), намеревавшихся опротестовать решение правительства штата Пара о передаче бесплодных фермерских угодий в собственность горнодобывающей компании Companhia Vale do Rio Doce. 17 апреля с разных направлений шоссе прибыли два отряда военной полиции и взяли протестующих в тиски. В ходе начавшихся беспорядков полиция применила слезоточивый газ, а затем — в ответ на выстрелы из толпы митингующих — огнестрельное оружие. В результате были убиты 19 и ранены 69 членов Движения.

## Демография
Согласно сведениям, собранным в ходе переписи 2010 г. Национальным институтом географии и статистики (IBGE), население муниципалитета составляет:
| Полное население                               | Полное население                               | Полное население                               | Полное население                               | 31 786 |
| ---------------------------------------------- | ---------------------------------------------- | ---------------------------------------------- | ---------------------------------------------- | ------ |
| в том числе:                                   | Городское население                            | 16 578                                         | Процент городского населения, %                | 52,16  |
|                                                | Сельское население                             | 15 208                                         | Процент сельского населения, %                 | 47,84  |
|                                                | Мужское население                              | 16 814                                         | Процент мужского населения, %                  | 52,90  |
|                                                | Женское население                              | 14 972                                         | Процент женского населения, %                  | 47,10  |
| Плотность населения, чел/км²                   | Плотность населения, чел/км²                   | Плотность населения, чел/км²                   | Плотность населения, чел/км²                   | 10,75  |
| Население муниципалитета в % к населению штата | Население муниципалитета в % к населению штата | Население муниципалитета в % к населению штата | Население муниципалитета в % к населению штата | 0,42   |

По данным оценки 2015 года, население муниципалитета составляет 32 664 жителя.

## Статистика
- Валовой внутренний продукт на 2003 год составляет 93 082 733,00 реалов (данные: Бразильский институт географии и статистики).
- Валовой внутренний продукт на душу населения на 2003 год составляет 2524,96 реалов (данные: Бразильский институт географии и статистики).
- Индекс развития человеческого потенциала на 2000 год составляет 0,663 (данные: Программа развития ООН).

## Важнейшие населенные пункты
| № | Населённый пункт     | Населённый пункт (порт.) | Категория | Население чел. (2010) | На карте                       |
| - | -------------------- | ------------------------ | --------- | --------------------- | ------------------------------ |
| 1 | Элдораду-дус-Каражас | Eldorado do Carajás      | город     | 16 578                | 6°06′24″ ю. ш. 49°21′10″ з. д. |
| 2 | 17-ди-Абрил          | 17 de Abril              | поселок   | 1605                  | 6°10′50″ ю. ш. 49°26′33″ з. д. |
| 3 | Кабану               | Cabano                   | поселок   | 481                   | 6°15′42″ ю. ш. 49°22′34″ з. д. |
| 4 | Гравата              | Gravatá                  | поселок   | 308                   | 5°57′01″ ю. ш. 49°09′23″ з. д. |
| 5 | Танкреду-Невис       | Tancredo Neves           | поселок   | 260                   | 5°54′40″ ю. ш. 49°12′46″ з. д. |
| 6 | Вила-Бетел           | Vila Betel               | поселок   | 257                   | 5°51′42″ ю. ш. 49°11′54″ з. д. |
| 7 | Вивейру              | Viveiro                  | поселок   | 262                   | 6°14′30″ ю. ш. 49°17′05″ з. д. |